# Belvédère
Belvédère település Franciaországban, Alpes-Maritimes megyében. Lakosainak száma 595 fő (2022. január 1.). Belvédère La Bollène-Vésubie, Roquebillière, Saint-Martin-Vésubie, Saorge, Tende és Entracque községekkel határos.

## Fekvése
Monacótól északra, a francia-olasz határon fekvő település.

## Története
A falu nevét a 12. században Belvedere és Belveser, 1210-ben Bellovider,1252-ben Villa Bellovidère, 1388-ban való névrendezéskor kapta a mai Belvedere nevét.
Belvedere-t, mint a legtöbb falut a völgyben, különösen Roquebillière alján a  Vésubie völgyben, 1564-ben súlyosan érintette a földrengés. A következő, az 1566-os földrengéskor 80 haláleset történt.
1629-ben pestis és kolera, 1764-ben és 1751-ben tűz pusztított a faluban.
1926-ban a heves esőzéseket követően egy hatalmas földcsuszamlás 15 embert ölt meg, és a falu egyharmada is elpusztult.

## Galéria

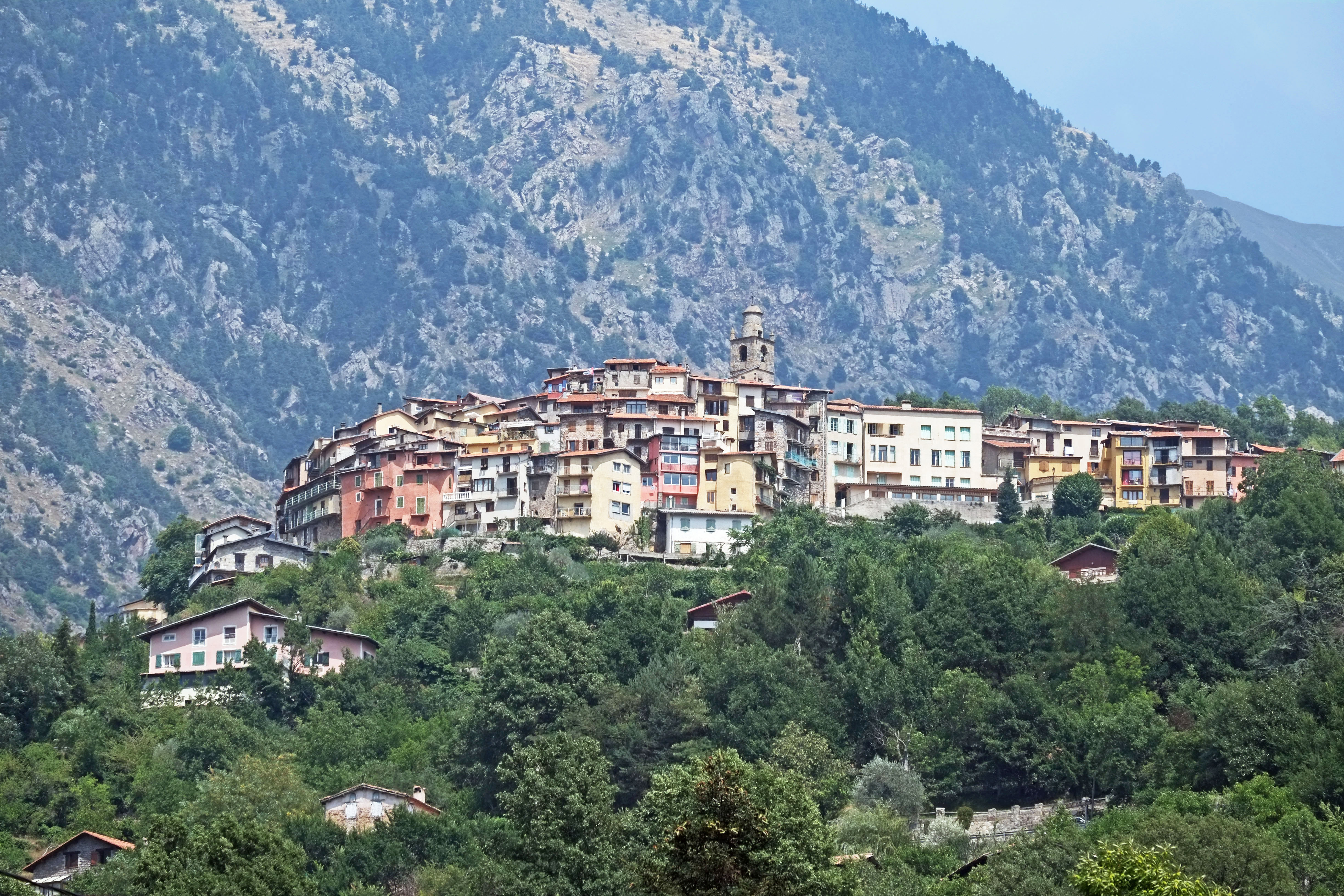
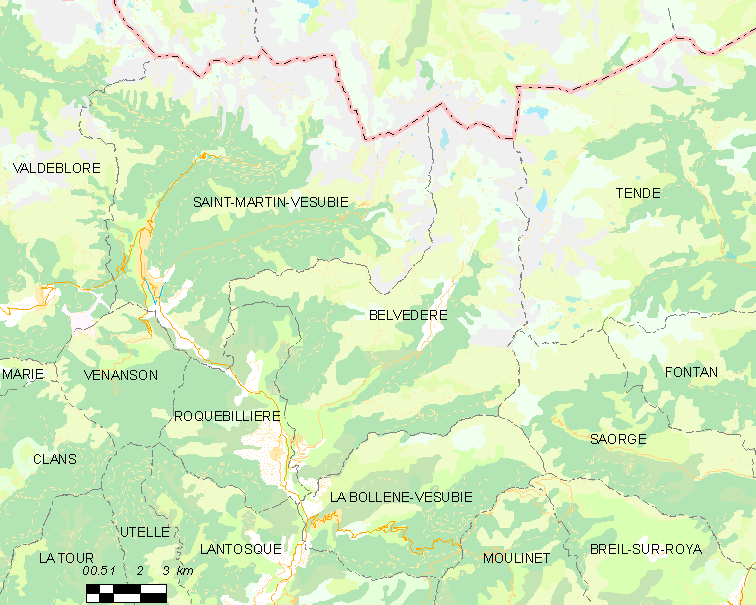